# Siedliska (rejon halicki)
Siedliska (ukr. Селище) – dawna wieś na Ukrainie, w obwodzie iwanofrankiwskim, w rejonie halickim, do 1945 w Polsce, w województwie stanisławowskim, w powiecie stanisławowskim, w gminie Błudniki, gdzie we wrześniu 1934 utworzyły gromadę
Wieś zniszczona 12 lipca 1950 za wspieranie UPA, a mieszkańcy wysiedleni do obwodu chersońskiego.